# ميناميتانه
ميناميتانه  هي بلدية في اليابان، وبلدة في اليابان، تقع في مقاطعة كوماج، بلغ عدد سكانها 5,452  نسمة وذلك حسب إحصائيات سنة 2018، تبلغ مساحتها 110.36 كيلومتر مربع.